# Feneu
Feneu là một xã thuộc tỉnh Maine-et-Loire trong vùng Pays de la Loire phía tây nước Pháp. Xã này nằm ở khu vực có độ cao trung bình 45 mét trên mực nước biển.
- Le site du comité des fêtes de Feneu